# 引田の戦い
引田の戦い（ひけたのたたかい）は、天正11年（1583年）、讃岐国大内郡（現：香川県東かがわ市）の引田城附近で行われた長宗我部元親と羽柴秀吉の命により派遣された仙石秀久らとの戦いである。

## 信長・秀吉との敵対
四国統一に向け阿波国・讃岐国へと兵を繰り出していた長宗我部元親は、両国の一大勢力であった三好氏を駆逐し、天正8年（1580年）までに両国をほぼ制圧した。一方、中国攻略を進めていた織田信長は元親の台頭をよしとせず、土佐国・阿波国の二国の所領安堵を条件として臣従するよう元親に迫ったが、四国統一を悲願とする長宗我部はこれを拒否し、これまで良好な関係を築いてきた織田と敵対する道を選んだ。織田と長宗我部の敵対に乗じる形で、かつて織田と敵対していた三好一族の十河存保（三好義堅）は失地回復を目論み、信長に接近し、その後ろ盾を得ることに成功した。十河らは天正9年（1581年）、讃岐の失地回復を目論み反攻を開始した。さらに天正10年（1582年）には、織田は信長三男の神戸信孝を総大将とし、丹羽長秀、津田信澄らの重臣を中核とする四国討伐軍を編成し、堺にて元親討伐の準備を整え始めた。しかし、同年6月2日の本能寺の変により当主の信長が家臣の明智光秀に討たれると、四国討伐軍はそれどころではなくなった上に、信孝と丹羽は明智光秀の娘婿である津田が明智方へ内通していると疑い、摂津国野田城にて津田を討ち取った。これら織田家中の混乱により、織田政権による四国討伐は立ち消えとなった。一方、四国討伐軍の先駆けとして阿波国を既に攻略中であった三好康長は本能寺の変の報を翌日に受け、攻撃を中止し近畿へ逃避した。これにより三好側の在地反攻勢力は勢いを失った。（「織田政権の四国進出」の項目参照）
長宗我部はこれを機に阿波・讃岐両国の反攻勢力の一掃を図り、両国の完全掌握を目指した。中富川の戦いにて十河を破り、さらに8月には紀伊国の雑賀衆の助力も得て、十河の立て籠もった勝瑞城を攻め落とすことに成功した。

阿波国に留まることが出来なくなった十河存保は讃岐国虎丸城へと撤退し、織田信長死後に畿内を中心に勢力を拡大しつつあった羽柴秀吉に救援を求めた。これ以前の天正7年（1579年）11月に、織田政権内で近畿・西国方面の担当であった秀吉の甥の治兵衛（三好信吉、のちの豊臣秀次）を三好康長は養子として迎えており、秀吉と四国および三好一族は因縁浅からぬものであった。

## 豊臣秀吉による仙石秀久らの派遣
天正11年（1583年）、中央では秀吉と柴田勝家による主導権争いから、近江国において賤ヶ岳の戦いが起ころうとしていた。そのため四国の十河の要請に対して主力の軍勢を割くことはできずにいた。一方、柴田と長宗我部は協定を結び、秀吉勢力を挟む形となった。秀吉は目先の柴田との対決を優先したが、背後を脅かす長宗我部をただ放置することもできなかった。秀吉の命を受け派遣された仙石秀久は小西行長、森九郎左衛門等と2,000の軍勢を率い、高松頼邑の守る喜岡城や牟礼城等、諸城の攻略に向かうもこれらを落とせず、一旦小豆島へと撤退した。同年4月に秀久と九郎左衛門は再度讃岐へ侵攻し、海上からすぐに着岸できる引田城に入城した。

## 引田城落城
阿波国白地で兵を整えた長宗我部元親は、20,000の軍勢を率いて讃岐国へ侵攻した。寒川郡田面山に陣を敷き、虎丸城攻めを開始した。同月21日、仙石秀久は長宗我部軍の香川信景率いる讃岐勢及び、大西頼包率いる阿波勢の計5000が引田に向け進軍中であるとの報を受け、手勢を3つの隊に分け仙石勘解由、仙石覚右衛門、森権平をそれぞれ将とし、奇襲をかけるため入野山麗に伏兵を置いた。仙石の読みは的中し、入野原にさしかかった阿讃勢に対し伏兵隊は鉄砲を浴びせた。奇襲を受けた阿讃勢は退却した。仙石の本隊は追撃をかけ、優勢に戦いを進めていたが、数に勝る阿讃勢はすぐさま隊を立て直し反撃に移ったため、次第に阿讃勢が戦を優位に進めるようになった。一方、阿讃勢が会戦しているとの報を受けた長宗我部は、配下の桑名親光、中島重勝隊らを救援に向かわせた。土佐勢の増援が駆けつけたことで、阿讃・長宗我部勢が仙石勢を完全に圧倒する形勢となったため、仙石勢は隊を乱し多くの将兵を失いながら、引田城へ退却した。この撤退戦で仙石勘解由は前田平兵衛に討たれ、殿をしていた森権平は稲吉新蔵人に討たれた。また、混乱の最中に仙石軍は自軍の幟を奪われたという話が伝わる。一方の長宗我部勢も無傷ではなく、中島重勝、桑名藤十郎等が討死した。
長宗我部勢はそのまま引田へ進撃し布陣した。翌日、仙石勢の籠もる引田城を取り囲み総攻撃をかけたが、既に戦意を失った仙石勢は抵抗らしい抵抗を行わず、城から退却した。

## 引田の戦いのその後
仙石は四国本土から一旦撤退し、淡路島と小豆島の守りを固め、瀬戸内海の制海権維持に務めた。一方の長宗我部は天正12年（1584年）6月までに十河存保の居城である十河城や虎丸城も制圧し（「第二次十河城の戦い」）、勢力を失った十河は大坂の豊臣秀吉を頼って讃岐を脱出した。
十河や仙石が再度四国に渡るのは、天正13年（1585年）6月から始まった豊臣秀吉の四国征伐の際となった。十河はこれに協力し長宗我部の勢力は阿波国・讃岐国から一掃された。戦後の豊臣氏による四国国分に際し、十河は旧領である讃岐国十河に3万石を与えられた。ただし仙石秀久の与力大名として、であった。